# El otro sendero
El otro sendero: la respuesta económica al terrorismo es un libro escrito por el economista peruano Hernando de Soto en coautoría con el abogado Enrique Ghersi Silva y el analista político Mario Ghibellini, que describe el sector informal y la economía sumergida del Perú en la década de 1980. El libro fue un éxito de ventas tanto en América Latina como en los Estados Unidos, al mismo tiempo que recibió elogios de la crítica internacional por su impacto en el crecimiento económico y el desarrollo en América Latina.

## Historia
El libro fue escrito en 1986, como manera de contrarrestar la filosofía maoísta de Abimael Guzmán que atraía a la población más desfavorecida a las filas del grupo terrorista Sendero Luminoso.

## Descripción
De Soto analiza las fallas de las regulaciones impuestas por el gobierno con respecto a los derechos de propiedad y como resultado, las economías subterráneas se convirtieron en una presencia dominante en Perú. En el libro, de Soto explica cómo las rígidas barreras burocráticas y la falta de estructura legal hicieron que los ciudadanos peruanos tuvieran «casas pero no títulos; cosechas pero no escrituras; negocios pero no estatutos de constitución». La dificultad de los ciudadanos peruanos para adquirir derechos básicos de propiedad los obligó a participar y desarrollar su propia economía sumergida. De Soto relata en el libro cómo él y su organización, el Instituto Libertad y Democracia (ILD), resolvieron esta situación inestable mediante una reforma expansiva.

## Resumen

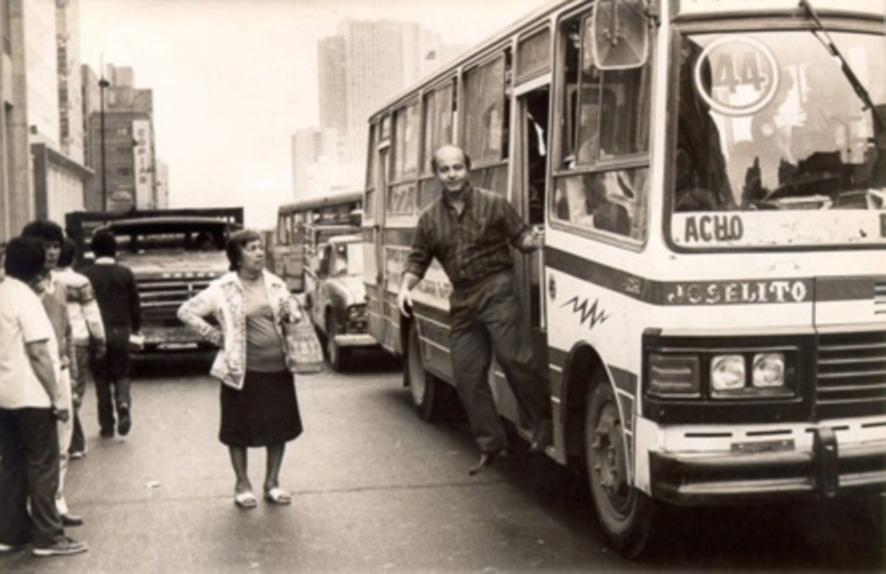
La obra describe, entre varios temas, la travesía de la informalidad en el país y como puede solucionarse. Muchas de las ideas se asemejan al neoliberalismo de aquel entonces.

La primera mitad del libro describe la economía informal presente en la sociedad peruana en ese momento, cómo se estableció, cómo operaba y los resultados de este estado económico. La segunda mitad se centra en el análisis de este sistema de intercambio y cómo se diferencia del mercantilismo, el feudalismo y la economía de mercado. El capítulo final ofrece soluciones a la situación presente y futura en el Perú de diversas formas.
El otro sendero ilustra cómo los pobres se han convertido en una nueva clase de empresarios y por qué y cómo se organizan fuera de la ley. Defiende que la paz social y política no será posible hasta que todos aquellos que sepan que están excluidos sientan que tienen una oportunidad justa de alcanzar los estándares de Occidente. (pág. xxi). Con fotografías que acompañan en el texto, el libro sería base para la influencia del neoliberalismo en el Perú.

## Controversia sobre la autoría del libro
En el año 2005, Hernando de Soto cedió sus derechos a un periódico para reeditar la obra, pero no consideró, en la tapa del libro, a ninguno de los colabores que trabajaron junto a él (tal como había sido registrado en la Biblioteca Nacional del Perú). Además, eliminó el prólogo escrito por Mario Vargas Llosa, extirpó el prefacio que enlistaba a todos los investigadores participantes y añadió un capítulo. Esta versión fue posteriormente publicada en 2006. Aquella versión fue vendida por el diario Trome, el diario más vendido en toda Iberoamérica y el tiraje alcanzó los 110 000 ejemplares. Tras conocer esta información, Enrique Ghersi le envió diversas cartas notariales a De Soto y al diario que patrocinó el texto; sin embargo, la obra continuó en circulación. Por esa razón, decidió denunciarlo por violación a la propiedad intelectual.
En la Resolución 0723-2008/TPI-Indecopi, la perito Julia Yolanda Millares, experta en grafotecnia, analizó los manuscritos de corrección de los borradores del libro El otro sendero. En la página 60 de la resolución comentada, se determinó que Enrique Ghersi había escrito alrededor de 2000 páginas; Hernando de Soto, 454 páginas; y Mario Ghibellini, 270.
Por todas estas consideraciones, Indecopi ordenó modificar el registro del libro El otro sendero y clasificarla como una obra colectiva, además, incluir a Ghersi y Ghibellini como autores y no simples colaboradores, junto a Hernando de Soto. Finalmente, la entidad estatal le impuso a De Soto una multa de 2.5 UIT, equivalente a S/ 8.750 aproximadamente.